# Staatshogeschool voor Film, Televisie en Theater Łódź
De Poolse Staatshogeschool voor Film, Televisie en Theater "Leona Schiller" Łódź (Państwowa Wyższa Szkoła Filmowa, Telewizyjna i Teatralna im. Leona Schillera w Łodzi, afgekort PWSFTviT) is een van de belangrijkste filmhogescholen voor regie, camerawerk en toneel.
Tot 1958 bestond de school uit twee geheel gescheiden scholen: een voor acteurs en een voor filmmakers. De scholen werden opgericht te Łódź, omdat deze stad gedurende de Tweede Wereldoorlog aanzienlijk minder schade had geleden dan Warschau en het culturele leven zich na de oorlog er daardoor sneller ontwikkelde. Destijds was het de bedoeling dat de school op termijn zou verhuizen naar Warschau. De toneelschool droeg daarom de naam Państwowej Wyższej Szkoły Teatralnej w Warszawie z siedzibą w Łodz (Nationale Hogeschool voor Theater van Warschau gevestigd te Łódź). De eerste rector van deze toneelschool was de acteur en regisseur Leon Schiller. De filmschool kreeg de naam Wyższa Szkoła Filmowa (Hogere Filmschool), met twee hoofdrichtingen: regie en camerawerk. In 1958 verenigden de beide scholen zich. 
Tegenwoordig studeren er omstreeks 1000 studenten aan de hogeschool. In de afdeling regie worden jaarlijks uit een veelheid van aanmeldingen twaalf nieuwe studenten aangenomen, van wie de helft van buiten Polen afkomstig is.

## Rectoren
- 1952–1957 Roman Ozogowski
- 1957–1968 Jerzy Toeplitz
- 1968–1969 Bolesław Lewicki
- 1969–1972 Jerzy Kotowski
- 1972–1980 Stanisław Kuszewski
- 1980–1982 Roman Wajdowicz
- 1982–1990 Henryk Kluba
- 1990–1996 Wojciech Has
- 1996–2002 Henryk Kluba († 2004)
- 2002–2008 Jerzy Wozniak
- 2008–2012 Robert Gliński
- 2012-heden Mariusz Grzegorzek

## Regisseurs
- Filip Bajon
- Andrzej Barański
- Ryszard Bugajski
- Josef Cyrus
- Feliks Falk
- Kazimierz Karabasz
- Krzysztof Kieślowski
- Janusz Kijowski
- Andrzej Kondratiuk
- Janusz Kondratiuk
- Witold Leszczyński
- Marcel Łoziński
- Juliusz Machulski
- Lech Majewski
- Wojciech Marczewski
- Janusz Morgenstern
- Andrzej Munk
- Marek Piwowski
- Roman Polański
- Barbara Sass
- Jerzy Skolimowski
- Piotr Szulkin
- Małgorzata Szumowska
- Andrzej Wajda
- Krzysztof Zanussi
- Edward Żebrowski